# Kanak
Kanak (szerbül Конак / Konak, németül Konak) település Szerbiában, a Vajdaságban, a Közép-bánsági körzetben, Torontálszécsány községben.

## Fekvése
Torontálszécsánytól délkeletre, a Berzava mellett, Bóka és Istvánvölgy közt fekvő település.

## Története

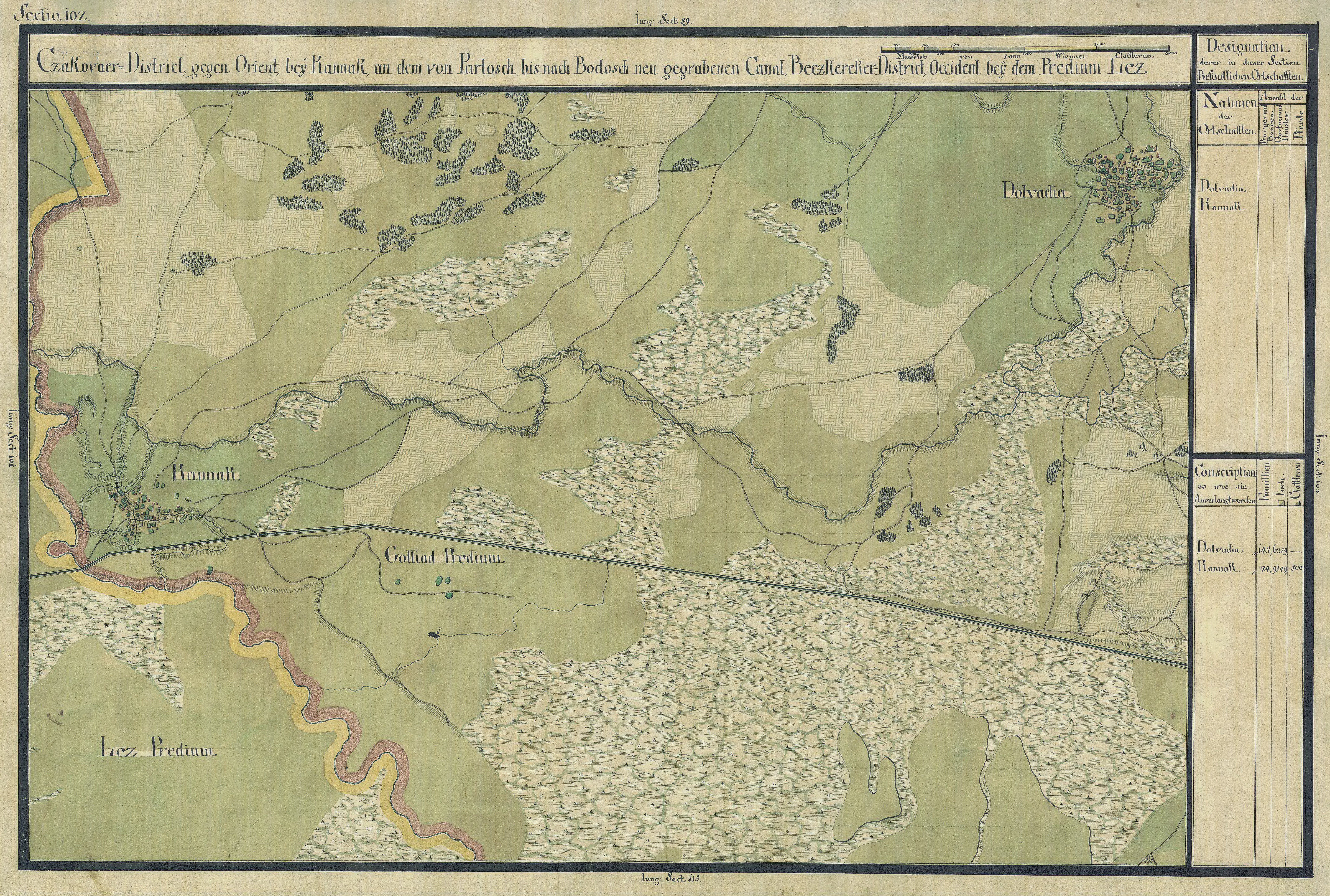
Kanak egy régi térképen

Kanak nevét 1425-1452. között említette először oklevél Konaki néven, minta Konaki család birtoka. E család egyik tagját; Konaki Kerekedy Andrást, az országbíró 1452-ben a Himfiak és az Itebői család között támadt perben bíróul küldte ki.
A település a középkorban Temes vármegyéhez tartozott és a régi Keve vármegye határán feküdt.
Kanak a török hódoltság alatt is lakott maradt, de magyar jobbágyai elköltözködtek innen, és helyükbe szerbek telepedtek, akik egészen a hódoltság végéig itt maradtak.
Az 1717. évi összeíráskor itt szerbektől lakott 17 házat írtak össze.
A gróf Mercy-féle térkép szerint a csákovai kerülethez tartozott. 1779-ben, mikor Torontál vármegyét visszaállították, Kanakot a nagybecskereki járásba osztották be.
1781-ben, a kincstári birtokok elárverezésekor, Karácsonyi Mihály torontáli főszámvevő vett itt birtokot.
1801-ben Kanak a billédi uradalommal együtt a zágrábi püspökség birtokába került. Verhovácz Miksa zágrábi püspök Petrovics Illés hétszemélynöknek adta a falut; 1838-ban fia Petrovich József volt a helység földesura, majd Dániel László, Tatarin Sándor, Gyertyánffy László dr, Meiszner Péter, Mircsov Demeter és Donát voltak a település legnagyobb birtokosai.
A 19. század elején németek telepedtek le itt, akik 1820. után elköltöztek innen, helyükbe bolgárok jöttek Vingáról, Rogendorfról, Óbesenyőről és Lukácsfalváról.
Az 1848–49-es forradalom és szabadságharc alatt, 1848. augusztus 6-án a szerviánusok az egész helységet felgyújtották; ekkor hamvadtak el a községi irományok is.
A szabadságharc után, az 1848-ban innen elmenekült bolgárok lassanként visszatértek, de a horvátok nem.
1851-ben Fényes Elek írta a településről:
"Kanak, rácz falu, Torontál vármegyében, a Berzava csatornája mellett, Bókához 1 1/4 mérföldnyire: 120 kataszteri holdon, 5 evangélikus, 828 óhitű lakossal, anyatemplommal, 53 egész telekkel. A helységet sok puszta körözi, melyek közül Krivohara puszta roppant kiterjedésű rétjei s legelője miatt nevezetes. Földesura báró Bedekovich, Petrovich s más feudális nemesei a zágrábi püspöknek. Utolsó posta: Margita."
1910-ben 1828 lakosából 550 magyar, 67 német, 639 szerb, 526 bolgár volt. Ebből 1085 római katolikus, 32 evangélikus, 679 görögkeleti ortodox volt.
A trianoni békeszerződés előtt Torontál vármegye Bánlaki járásához tartozott.
Kanak vidékén fekhetett egykor Saruld (Sarud) helység is, melyet a középkorban Temes, néha pedig Krassó vármegyéhez is számítottak:

### Saruld
Saruld nevét az 1332-1337. évi pápai tizedjegyzékekben Zoruld, Soruld néven említették.
1438-ban bizonyos rác főurak kezéből, királyi jóváhagyással, a Thallócziak birtokába jutott.

## Népesség

### Demográfiai változások
| 1948 | 1953 | 1961 | 1971 | 1981 | 1991 | 2002 | 2011 |
| ---- | ---- | ---- | ---- | ---- | ---- | ---- | ---- |
| 1828 | 1838 | 1726 | 1459 | 1211 | 1150 | 996  | 777  |

## Látnivalók
- Dániel-kastély - a Berzava folyó közelében található. Báró Dániel Lajos földbirtokos építtette 1884-ben. Egy nagy park közepén helyezkedik el, ahol a 19. század végén még különböző egzotikus, ritka növények pompáztak, amelyekből ma már csak néhány fedezhető fel. Jelenleg általános iskola működik a kastélyban.
- Római katolikus templom  - 1895-ben épült Keresztelő Szent János tiszteletére
- Görögkeleti templom - 1758-ban épült Szent Száva tiszteletére, 1879-ben újjáépítették. 2009. október 22-én tornya felújítás közben összeomlott.

## Képek

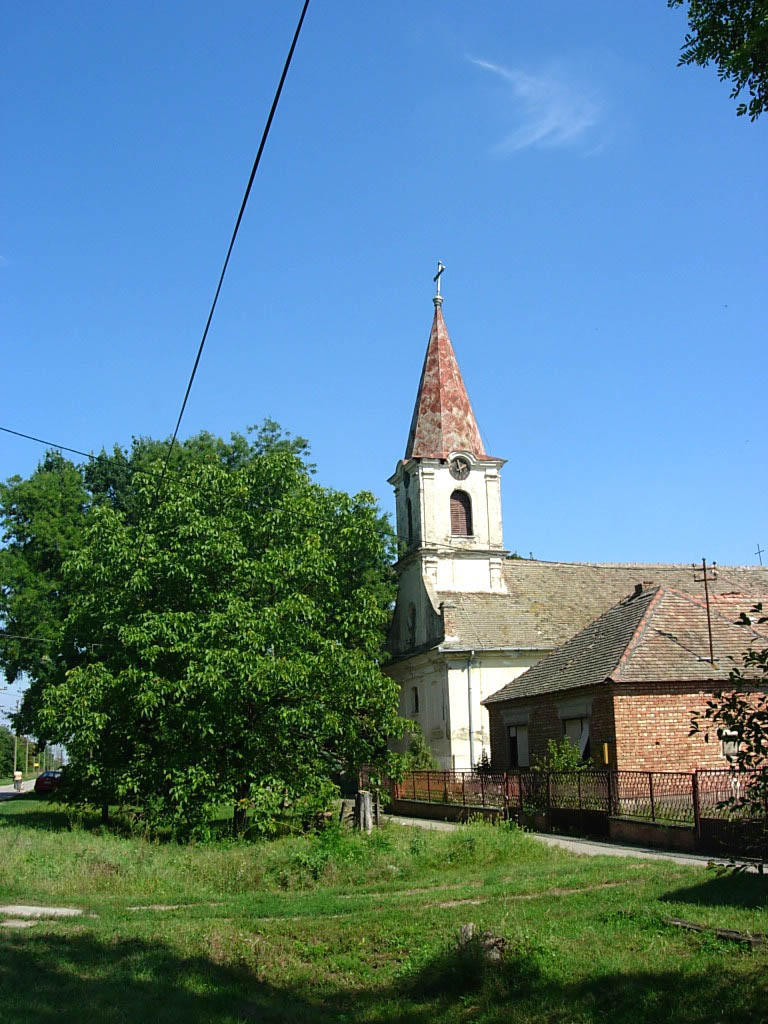
A római katolikus templom a felújítás előtt 2006-ban
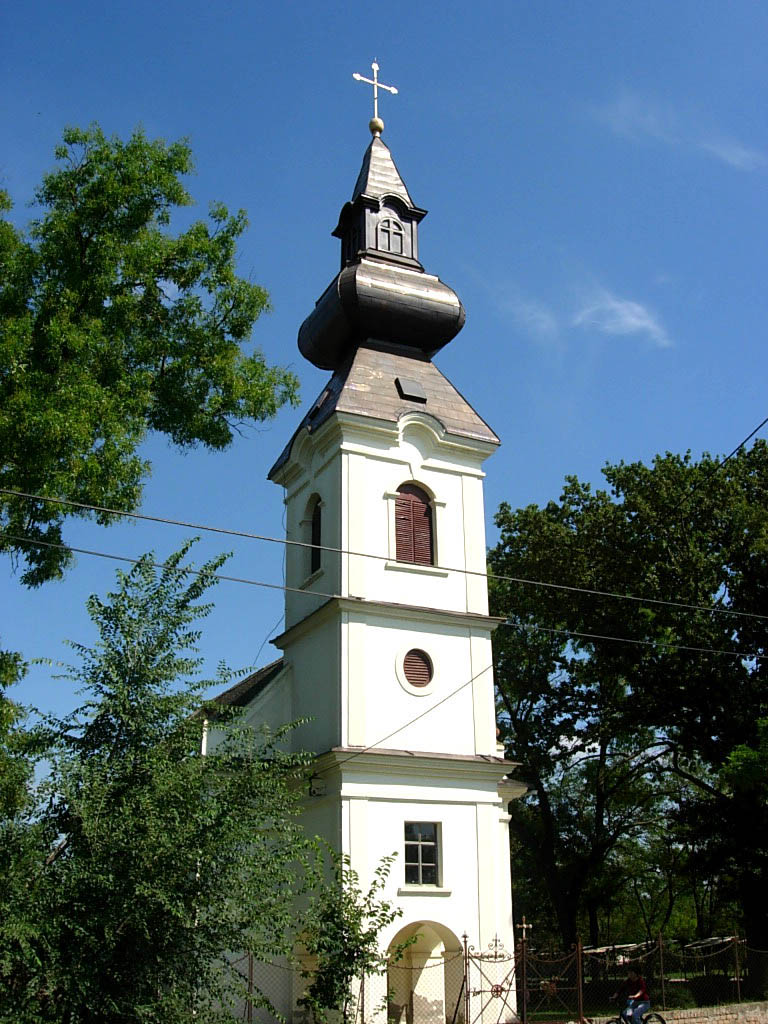
A görögkeleti templom
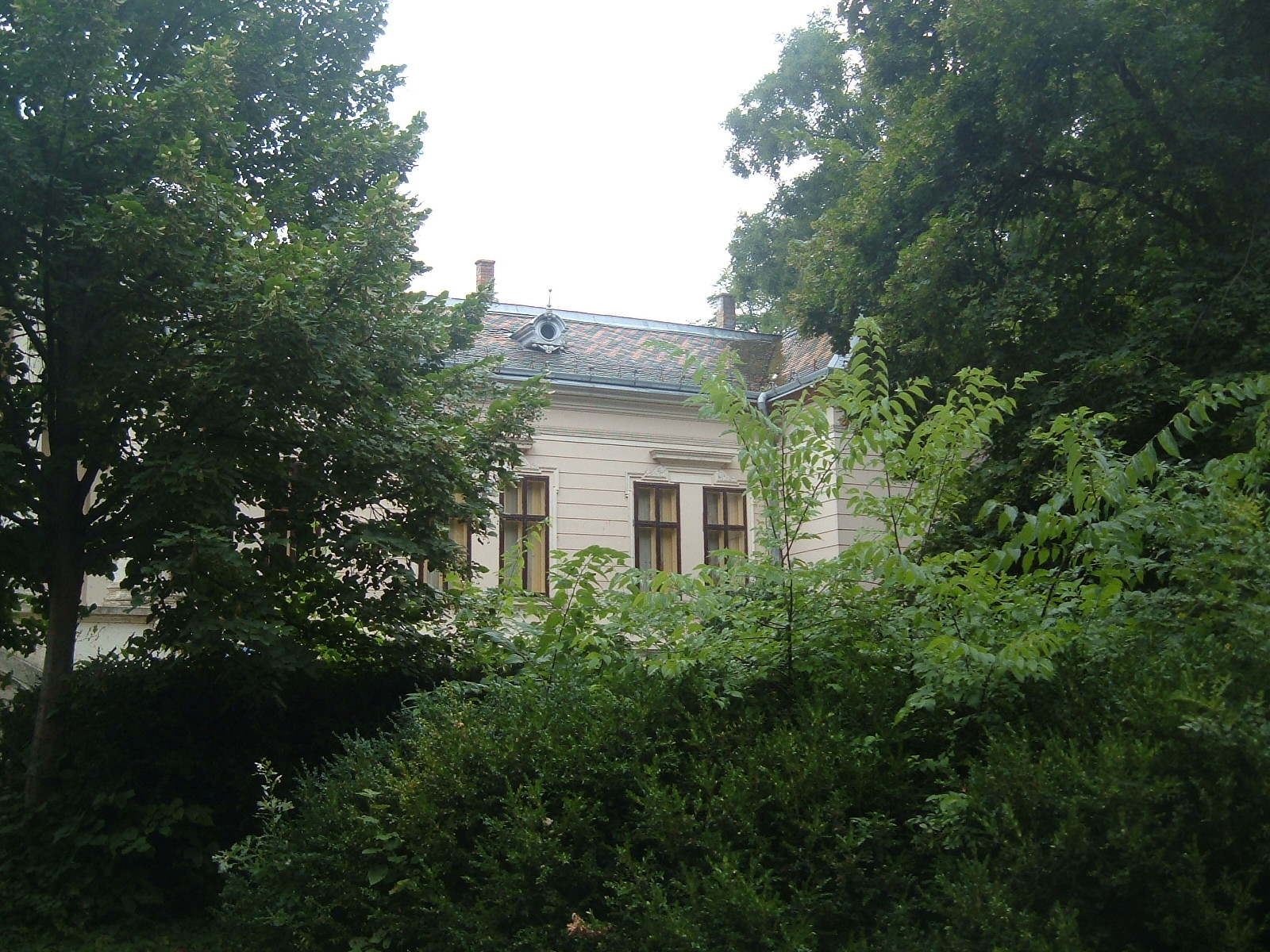
A Dániel kastély
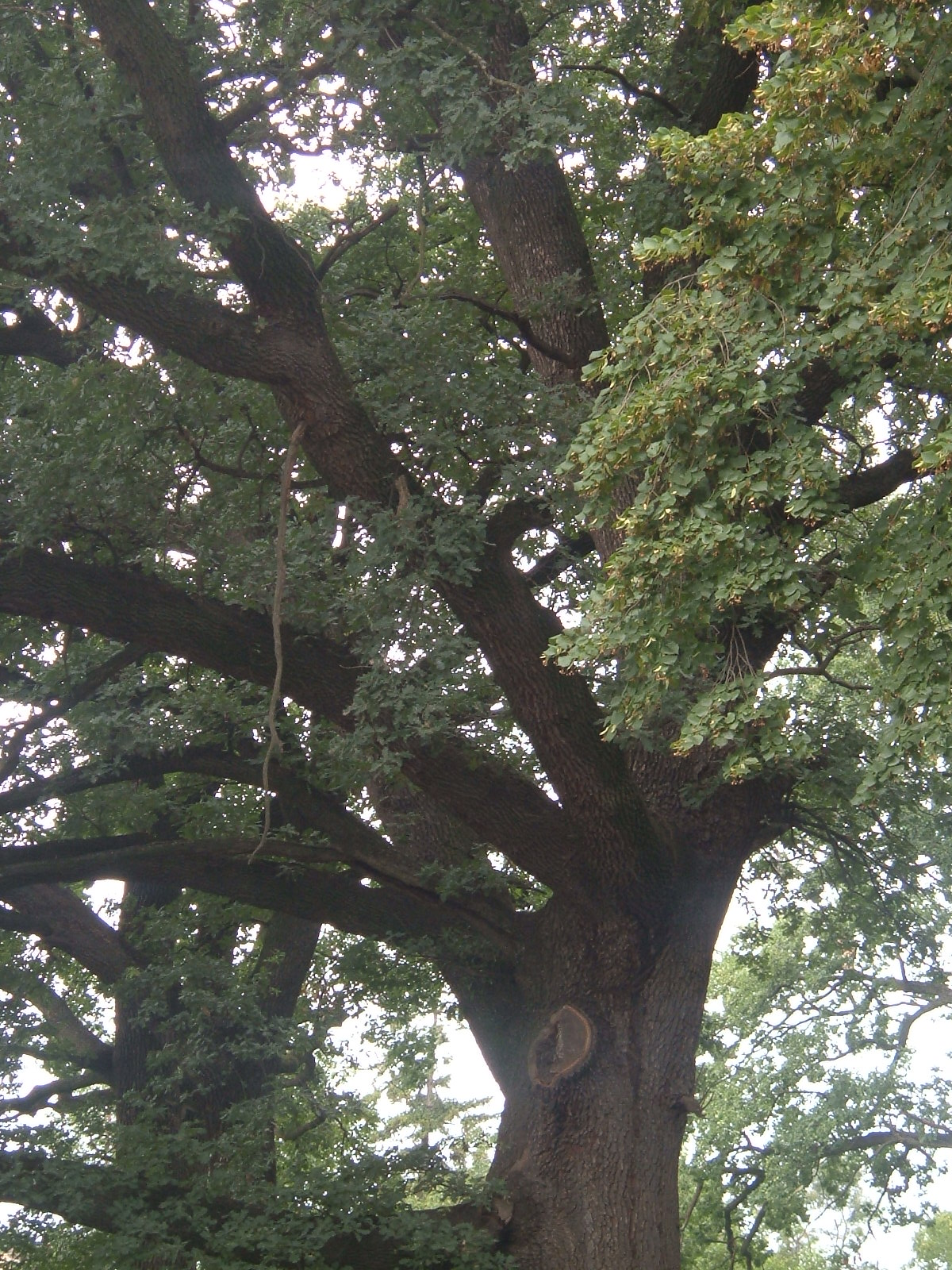
Évszázados tölgyfa a Dániel kastély udvarában
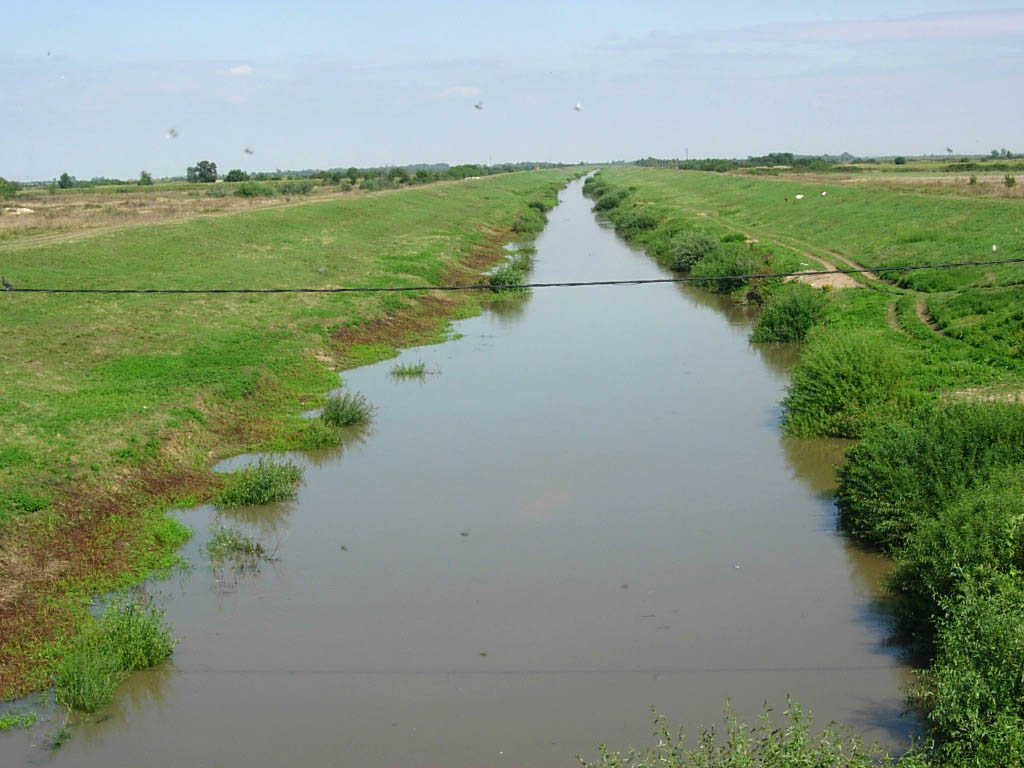
A Berzava Kanaknál